# كماليني موخرجي
كاملين موخيرجي ممثلة هندية. ظهرت في افلام التيلجو وكذلك الأفلام المالا بالمئة والتاميلية والهندي والبنغاية والكنادية
بعدما حصلة على شهادة الادب الانجليزي، أكملت ورشة عمل حول المسرح في مونباي . ظهرت لأول مرة في التمثيل في فيلم فاي في 2004وهو فيلم يعتمد على موضوع الايدز . ثم ظهرت في فيلم التيلجو اناند أيضًا في عام 2004.